# شوآ ایسناری
شوآ ایسناری ( گرجی: შუა ისნარი ) یک روستا در شهرداری ازورگتی ناحیه گوریا در غرب گرجستان است.